# أندري زاهورودنيوك
أندري بافلوفيتش زاهورودنيوك (بالأوكرانية: Андрій Павлович Загороднюк) ؛ من مواليد 5 ديسمبر 1976) سياسي ورجل أعمال أوكراني. شغل منصب وزير الدفاع في أوكرانيا من 29 أغسطس 2019 إلى 4 مارس 2020.